# Powiat Powaska Bystrzyca
Powiat Powaska Bystrzyca (Okres Považská Bystrica) – słowacka jednostka podziału administracyjnego znajdująca się w Kraju trenczyńskim. Powiat Powaska Bystrzyca zamieszkiwany jest przez 65 150 obywateli (w roku 2001) i zajmuje obszar 463 km². Średnia gęstość zaludnienia wynosi 140,71 osób na km².